# Hard Feelings (film)
Hard Feelings (Hammerharte Jungs) è un film del 2023 diretto da Granz Henman.

## Trama
Un ragazzo ed una ragazza migliori amici frequentano la stessa scuola cercando di superare gli anni scolastici. Durante questi anni cercheranno inoltre di affrontare le pulsioni ed i sentimenti che cominciano ad avere l'uno per l'altra talvolta anche imbarazzanti e spiacevoli.

## Distribuzione
Il film è stato distribuito sulla piattaforma Netflix dal 24 maggio 2023.